# Francesco Ricci Paracciani
Francesco kardinal Ricci Paracciani, italijanski rimskokatoliški duhovnik in kardinal, * 8. junij 1830, Rim, † 9. marec 1894.

## Življenjepis
13. decembra 1880 je bil povzdignjen v kardinala in pectore.
27. marca 1882 je bil ponovno povzdignjen v kardinala in imenovan za kardinal-diakona S. Maria in Portico; 1. junija 1891 je bil imenovan še za kardinal-duhovnika S. Pancrazio.